# Cinderella (2021)
Cinderella ist ein US-amerikanischer Musikfilm aus dem Jahr 2021. Er basiert auf dem Märchen Cendrillon des französischen Schriftstellers Charles Perrault und ist dabei eine moderne Version der traditionellen Geschichte. In der titelgebenden Hauptrolle ist Camila Cabello zu sehen, die somit ihr Schauspieldebüt gibt. Weitere Hauptrollen haben Idina Menzel, Minnie Driver, Nicholas Galitzine, Billy Porter und Pierce Brosnan inne. Regie führte Kay Cannon, die auch das Drehbuch schrieb.
Der Film wurde am 3. September 2021 auf Prime Video veröffentlicht.

## Handlung
Nach dem ihr geliebter Vater gestorben ist, lebt Cinderella, genannt "Ella", bei ihrer Stiefmutter Vivian und deren beiden Töchtern Malvolia und Narissa. Sie wird jedoch nicht wie ein Familienmitglied behandelt, sondern muss im Keller leben und die Hausarbeit verrichten. Cinderella hat einen Traum: sie möchte gerne selber Kleider schneidern und in ihrem eigenen Laden verkaufen. Bei der Wachablösungszeremonie fällt sie Prinz Robert auf. Am nächsten Tag geht der Prinz, verkleidet als Bürgerlicher, auf den Markt, wo er Ella wiedertrifft. Diese versucht gerade eines ihrer selbst geschneiderten Kleider zu verkaufen und Robert kauft es ihr ab. Später lädt er sie unter dem Vorwand, ihr wichtige Leute vorstellen zu wollen, die ihre Kleider kaufen könnten, zu dem königlichen Ball ein, der zwei Wochen später stattfindet.
Am Tag des Balles verbietet Vivian Ella die Teilnahme am Ball, da diese von Vivian bereits dem Gemüsehändler Thomas versprochen wurde. Um sicherzugehen, dass sie nicht gehen kann, schüttet Vivian Tinte auf Ellas Kleid. Diese ist traurig und begegnet der Fee Fab G. Sie verwandelt Ella mit einem ihrer Kleider und gläsernen Pantoffeln in eine Prinzessin und schickt sie zum Ball. Dort trifft Ella eine zu Besuch gekommene Königin, die ihr anbietet, sie als Schneiderin um die Welt zu begleiten. Sie wollen sich am nächsten Tag auf dem Marktplatz treffen. Prinz Robert trifft Ella auf dem Ball und zeigt ihr, dass er das gekaufte Kleid seiner Schwester Gwen gegeben hat. Robert hat sich in Ella verliebt und macht ihr einen Heiratsantrag. Ella lehnt jedoch ab, da sie lieber ihre Karriere vorantreiben möchte. Schlag Mitternacht verlässt sie den Saal, da dann der Zauber von Fab G. erlischt. Sie verliert beim Verlassen des Schlosses einen Schuh.
Vivian ahnt, dass die geheimnisvolle Prinzessin in Wahrheit Ella sein muss. Sie will Ella davon überzeugen, den Heiratsantrag von Robert anzunehmen. Als diese sich jedoch weiterhin weigert, gibt Vivian ihr zu verstehen, dass sie dann Thomas heiraten muss. Robert kann nicht akzeptieren, dass sein Vater, König Rowan, keine Bürgerliche als seine Braut duldet. Erst als Königin Beatrice Rowan umstimmen kann, willigt dieser in die Hochzeit ein. Robert macht sich sofort auf die Suche nach Ella. Diese konnte im letzten Moment der Hochzeit mit Thomas entkommen und trifft im Wald auf Robert. Sie gestehen sich ihre Liebe ein und erreichen rechtzeitig den Markt, um der Königin Ellas Entwürfe zu zeigen, die sie annimmt und sie bittet, mit ihr um die Welt zu reisen.
Der Prinz stellt Ella dem König und der Königin vor und informiert sie über ihre Entscheidung, die Welt zu bereisen. Der Prinz weiß, dass dies den Plan für seine zukünftige Thronbesteigung zunichtemachen wird, aber der König ernennt Prinzessin Gwen als Nachfolgerin.  Ella versöhnt sich mit Vivian und genießt ihr Glück mit Robert.

## Produktion
Im April 2019 kündigte Columbia Pictures eine musikalische Nacherzählung von Cinderella an, bei der Kay Cannon als Regisseurin und Drehbuchautorin engagiert wurde. Die ursprüngliche Idee für den Film kam von James Corden, der den Film über Fulwell 73 mit Leo Pearlman, Jonathan Kadin und Shannon McIntosh produzierte.
Die titelgebende Hauptrolle wurde im April 2018 mit der Sängerin Camila Cabello besetzt, die dadurch ihr Schauspieldebüt gibt. Im Oktober 2019 wurde die Rolle der bösen Stiefmutter mit der Musicaldarstellerin Idina Menzel besetzt. Nicholas Galitzine erhielt im Dezember 2019 die Rolle des Prinz Robert.
Die Dreharbeiten begannen im Februar 2020 in den Pinewood Studios im Vereinigten Königreich. Aufgrund der COVID-19-Pandemie wurden die Dreharbeiten im März 2020 unterbrochen. Sie wurden im August desselben Jahres wieder aufgenommen und konnten im September 2020 abgeschlossen werden.

## Veröffentlichung
Ursprünglich war der Kinostart auf den 5. Februar 2021 datiert, wurde jedoch aufgrund der COVID-19-Pandemie auf den 16. Juli 2021 verschoben. Im Mai 2021 gab Sony bekannt, dass der Film nicht mehr ins Kino kommen wird, sondern exklusiv auf Prime Video erscheinen wird. Dort wurde der Film ab dem 3. September 2021 zum Abrufen bereitgestellt. Der erste Trailer erschien am 1. Juli 2021.

## Soundtrack
Der Soundtrack zum Film, der neben Original-Songs auch Cover-Songs beinhaltet, wurde weltweit am 3. September 2021 veröffentlicht. Als Promotion-Song erschien am 3. August Somebody to Love.
1. Rhythm Nation / You Gotta Be – Camila Cabello, Idina Menzel und das Ensemble von Cinderella
2. Million to One – Camila Cabello
3. The New Barry – Ben Bailey Smith
4. Somebody to Love – Nicholas Galitzine und Ensemble von Cinderella
5. Material Girl – Idina Menzel und das Ensemble von Cinderella
6. Am I Wrong – Camila Cabello, Nicholas Galitzine, Idina Menzel und das Ensemble von Cinderella
7. Million to One (Reprise) – Camila Cabello
8. Shining Star – Billy Porter und das Ensemble von Cinderella
9. Whatta Man / Seven Nation Army – Nicholas Galitzine und das Ensemble von Cinderella
10. Perfect – Camila Cabello und Nicholas Galitzine
11. Dream Girl – Idina Menzel und das Ensemble von Cinderella
12. Million to One / Could Have Been Me (Reprise) – Camila Cabello und Nicholas Galitzine
13. Let’s Get Loud – Camila Cabello, Nicholas Galitzine, Idina Menzel und das Ensemble von Cinderella
14. Score Suite – Mychael Danna und Jessica Weiss

## Rezeption
Auf dem Rezensionsaggregator Rotten Tomatoes hat der Film eine Zustimmungsrate von 39 % basierend auf 61 Rezensionen mit einer durchschnittlichen Bewertung von 4,60/10. Der Konsens der Kritiker der Website lautet: "Dieses zum Mitsingen würdige Cinderella streut etwas modernen Feenstaub auf die oft erzählte Geschichte, aber schwache Darstellung und unbeholfene Dialoge lassen das Anschauen oft wie eine lästige Pflicht erscheinen."  Auf Metacritic hat es eine Punktzahl von 43 von 100 basierend auf 20 Kritikern, was auf „gemischte oder durchschnittliche Bewertungen“ hinweist.
Richard Roeper von der Chicago Sun-Times gab dem Film 3 von 4 Sternen und lobte Cabello für ihre Leistung und sagte sie habe „ein wirkliches Gespür für Comedy“ beschrieb den Film als „aufgeregt, luftig und sentimental, gespickt mit scharfem Humor“ und mit vertrauten und eingängigen Popsongs angereichert, die so umgestaltet wurden, dass sie zur Handlung passen."  Courtney Howard von Variety nannte es ein „mittelmäßiges Musical“ und kritisierte trotz einigem Lob für die Innovation viele der kreativen Entscheidungen, das inkonsistente Tempo, die Charakterentwicklung, und sagte, es fühlte sich gleichzeitig „unterentwickelt und vollgestopft“ an.